# Winkelman
Winkelman – miasto w Stanach Zjednoczonych, w stanie Arizona, w hrabstwie Gila.